# 建世
建世（けんせい）は、中国、新末後漢初に赤眉軍が劉盆子を擁立した際に使用した元号。25年 - 27年。
現在の内モンゴル自治区で見付かった居延漢簡の中に、「建世二年」と記された木簡がある。

## 西暦との対照表
| 建世 | 元年 | 2年  | 3年  |
| 西暦 | 25年 | 26年 | 27年 |
| 干支 | 乙酉 | 丙戌 | 丁亥 |

## 他元号との対照表
| 建世 | 元年   | 2年   | 3年   |
| 後漢 | 建武元 | 建武2 | 建武3 |
| 更始 | 更始3  | -     | -     |
| 隗囂 | 漢復3  | 漢復4 | 漢復5 |
| 成家 | 龍興元 | 龍興2 | 龍興3 |